# CinemaScope

CinemaScope-Broschüre von 1953

CinemaScope ist eine geschützte Marke der Filmgesellschaft Twentieth Century Fox für ihr anamorphotisches Verfahren der Breitbildaufzeichnung, die dafür nötigen Kamera- und Projektionsoptiken und auch für die damit hergestellten Kinofilme. Durch die große Verbreitung der Marke ab den 1950er Jahren ist CinemaScope in der Kinowelt zum Synonym für die anamorphotischen Verfahren geworden – im Fachjargon auch kurz „CS“ oder „Scope“ genannt.

Mit CinemaScope war es erstmals in großem Stil möglich, mit relativ geringem technischen Aufwand bei gleichzeitig guter Qualität auf Basis von üblichem 35-mm-Film Breitbild im Seitenverhältnis von zunächst 2,55:1, später 2,35:1 und 2,40:1 zu projizieren (ähnlich dem modernen Videoformat 21:9). Zu Einzelheiten der Technik siehe: 

## Geschichte
Das CinemaScope-Verfahren basiert auf dem Anamorphoskop von Henri Chrétien, welches er bereits um 1927 entwickelt hatte. Dieses Anamorphoskop war wiederum eine Weiterentwicklung des Hypergonars vom selben Erfinder. 1952 wurde das Verfahren samt der optischen Technik von der 20th Century Fox Film Corporation  mit dem Ziel erworben, den Wettbewerbern ein einfacheres und weniger aufwendiges Verfahren gegen andere Breitbildverfahren wie Cinerama oder die wieder aufkommende Idee der 3D-Produktion entgegensetzen zu können.
Die Herstellung und die Projektion von Filmen mit HiFi-Mehrkanalton zur Breitwanddarbietung im CinemaScope-Verfahren war verhältnismäßig günstig, da mit dem 35-mm-Filmmaterial auch normale Kamera- und in den Kinos etablierte Projektortechnik verwendet werden konnte. Lediglich das Anamorphoskop musste vorgesetzt werden. So waren 1955 bereits mehr als 60 % aller Kinos in den Vereinigten Staaten technisch in der Lage, CinemaScope-Filme darzubieten. Besonders große Verbreitung fand die Marke CinemaScope jedoch auch deshalb, weil die 20th Century Fox die Marke vor allem in den 1950er und 1960er Jahren auch an andere große Filmgesellschaften wie MGM, Columbia, Disney und Universal lizenzierte.
Vor allem ab den 1960er Jahren änderte sich die Lizenzierungspolitik. Die Filmgesellschaften gaben ihre eigenen Kameratechnik-Abteilungen auf und neue Kamerahersteller wie Panavision boten den Filmgesellschaften ihre anamorphotischen Aufnahmeoptiken mit Kameras an. In der Folge ging die Nutzung der Marke CinemaScope zurück und kompatible Filme mit neuen Bezeichnungen verschiedener Filmgesellschaften erschienen in den Kinos.
Der monumentale Bibelfilm  Das Gewand (The Robe) wurde am 16. September 1953 in New York als erster abendfüllender, im CinemaScope-Verfahren produzierter Kinofilm uraufgeführt. Er wurde beworben als Film, „den man plastisch ohne Brille“ sehen kann.
Walt Disney setzte das neue Verfahren früh für seine Animationsfilme ein. Der erste Kurzfilm Die Musikstunde (1953) wie auch der erste abendfüllende Zeichentrickfilm Susi und Strolch (1955) stammten aus seinem Studio. Die Spielfilmproduktion begann parallel dazu mit 20 000 Meilen unter dem Meer (1954). Der Wechsel auf das 1,75:1-Format erfolgte nach In geheimer Mission (1956) und Zug der Furchtlosen (1956) jeweils mit Fess Parker in der Hauptrolle.
Gerd Oswald und Luggi Waldleitner produzierten mit dem Abenteuerfilm Oase (1955) den ersten deutschen CinemaScope-Film. Die Koproduktion mit Frankreich erschien in zwei Versionen, weshalb Carl Raddatz nur in der deutschen Verleihfassung als Hauptdarsteller zu sehen war. Die europäische Großproduktion Lola Montez (1955) entstand ebenfalls mit deutscher Beteiligung. Für die ersten rein bundesdeutschen Filme in diesem Format war der Produzent Kurt Ulrich verantwortlich. Die Filmkomödien Das fröhliche Dorf (1955) und Ja, ja, die Liebe in Tirol (1955) waren jeweils farbige Neuverfilmungen älterer Filmversionen. Nur das Drehbuch für Die Christel von der Post (1956) wurde direkt für die Leinwand geschrieben.
Die letzten beiden Filme der Twentieth Century Fox als „A CinemaScope Picture“ waren 1967 Caprice und Derek Flint – hart wie Feuerstein. Leon Shamroy hat sowohl beim ersten veröffentlichten CinemaScope-Film Das Gewand als auch beim letzten Film Caprice die Kamera geführt.